# Francine Charbonneau
Francine Charbonneau, née le 22 mars 1962 à Montréal, Canada est une femme politique québécoise.
Elle est la députée libérale de la circonscription de Mille-Îles à l'Assemblée nationale du Québec de 2008 à 2022.

## Biographie
Née le 22 mars 1962 à Montréal, Francine Charbonneau obtient un diplôme d'études professionnelles (DEP) en coiffure en 1976. Elle est par la suite formée en communication organisationnelle chez Communications Claude Jean Devirieux en 2004.

### Carrière professionnelle
De 1985 à 1989, elle est adjointe aux ventes à l'international chez MAPEI Canada inc.
De 1998 à 2008, elle est commissaire du quartier Sainte-Rose à la Commission scolaire de Laval dont elle assume la présidence de 2002 à 2008.

### Carrière politique
Francine Charbonneau est élue députée de la circonscription des Mille-Îles aux élections générales du 8 décembre 2008 sous la bannière du Parti libéral du Québec, puis réélue en 2012, en 2014 et en 2018.
De 2009 à 2010, elle est adjointe parlementaire à la ministre de l’Immigration et des Communautés culturelles, puis adjointe parlementaire à la ministre de la Famille de 2010 à 2012.
À la suite de sa réélection aux élections générales du 7 avril 2014, le premier ministre Philippe Couillard nomme Francine Charbonneau ministre responsable des Aînés, de la Famille et de la Lutte à l'intimidation, ainsi que ministre responsable de la région de Laval.
Réélue aux élections de 2018 alors que son parti retombe dans l'opposition, elle devient porte-parole de l'opposition officielle pour les aînés et les proches aidants (octobre 2018 à février 2019), en matière de lutte contre l’intimidation (octobre 2018 à juin 2020), en matière de formation professionnelle et d’éducation aux adultes (mai 2019 à août 2022) et en matière de forêts, de faune et de parcs (juin 2020 à août 2022).
Elle est présidente de la commission de l'aménagement du territoire de septembre 2019 à juin 2020, puis vice-présidente de la commission de la santé et des services sociaux de juin 2020 à août 2022.
En décembre 2021, elle annonce qu'elle ne sera pas candidate aux élections de 2022 et qu'elle quitte la politique provinciale après plus de dix ans à siéger à l'Assemblée nationale.

## Résultats électoraux
|                                                                                               | Nom                             | Parti            | Nombre de voix | %      | Maj.  |
| --------------------------------------------------------------------------------------------- | ------------------------------- | ---------------- | -------------- | ------ | ----- |
|                                                                                               | Francine Charbonneau (sortante) | Libéral          | 10 408         | 35,8 % | 1 206 |
|                                                                                               | Mauro Barone                    | Coalition avenir | 9 202          | 31,7 % | -     |
|                                                                                               | Michel Lachance                 | Parti québécois  | 4 378          | 15,1 % | -     |
|                                                                                               | Jean Trudelle                   | Québec solidaire | 3 711          | 12,8 % | -     |
|                                                                                               | Alain Joseph                    | Vert             | 822            | 2,8 %  | -     |
|                                                                                               | Dwayne Cappelletti              | Parti libre      | 403            | 1,4 %  | -     |
|                                                                                               | Jason D'Aoust                   | Bloc pot         | 134            | 0,5 %  | -     |
| Total                                                                                         | Total                           | Total            | 29 058         | 100 %  |       |
| Le taux de participation lors de l'élection était de 66,5 % et 439 bulletins ont été rejetés. |                                 |                  |                |        |       |